# Stunt (lied)
Stunt is een lied van de Nederlands-Poolse rapper Mr. Polska in samenwerking met de Belgisch-Nederlandse rapper Rollàn. Het werd in 2017 als single uitgebracht.

## Achtergrond
Stunt is geschreven door Dominik Groot en Rollàn Bienga en geproduceerd door  David Omisi, Robin Francesco, Reynard Bargmann en Memru Renjaan. Het is een nummer uit het genre nederhop. In het lied rappen en zingen de artiesten in drie verschillende talen; Nederlands, Engels en Frans.
Het is de eerste keer dat de twee artiesten met elkaar samenwerken. In 2019 waren ze opnieuw te horen op TikTok song.

## Hitnoteringen
De artiesten hadden weinig succes met het lied in de Nederlandse hitlijsten. Er was geen notering in de Single Top 100 en ook de Top 40 werd niet bereikt. Bij laatstgenoemde was er wel de twaalfde positie in de Tipparade.